# Verdienstplakette des Friedensrates der DDR

Verdienstplakette des Friedensrates der DDR

Die Verdienstplakette des Friedensrates der DDR war eine nichtstaatliche Auszeichnung  des Friedensrates der DDR (DFR) der Deutschen Demokratischen Republik (DDR), welche 1955 anlässlich des 10-jährigen Bestehens der Weltfriedensbewegung gestiftet und dann 1956 erstmals verliehen wurde. Ihre Verleihung erfolgte in der Regel für Leistungen, die der Verbreitung der Ideen der Weltfriedensbewegung dienten.

## Aussehen und Trageweise
Die erste Form dieser Verdienstplakette entsprach einer ovalen silbernen Plakette mit einer Höhe von 34,5 mm. Sie zeigte in der oberen Hälfte eine fliegende Friedenstaube und darunter die Inschrift FÜR / DIE STÄRKUNG / DER FRIEDENS / BEWEGUNG. Umschlossen waren der Schriftzug und das Symbol von zwei unten gekreuzten Lorbeerzweigen, die nach 3/4 der Höhe mit einer wehenden Schleife abschlossen.
Bei der zweiten Form (die ab 1973 verliehen wurde) handelt es sich um eine runde Medaille mit einem Durchmesser von 24,5 mm, die auf ihrem Avers eine Friedenstaube zeigte. Die Medaille selbst hing an einer sichelförmigen Spange aus Silber und zeigte die Buchstaben DFR. Das Revers der Medaille zeigte dagegen die Inschrift FÜR / DIE STÄRKUNG / DER FRIEDENS / BEWEGUNG. Bei späteren Varianten dieser Medaille war der Durchmesser der Medaille 26 mm und hatte eine blau bezogene Spange.
Getragen wurden alle Varianten an der linken Brustseite des Beliehenen, die Medaillen oberhalb der linken Brusttasche.